# Glasgow North (circonscription du Parlement britannique)
Glasgow North est une circonscription électorale britannique située en Écosse.